# Andrea (zangeres)
Teodora Rumenova Andreeva (Bulgaars: Теодора Руменова Андреева) (Sofia, 23 januari 1987), beter bekend onder het pseudoniem Andrea (Bulgaars: Андреа), is een Bulgaarse popzangeres.

## Biografie
Andreeva werd geboren in Sofia. Ze volgde al op jonge leeftijd muziekles van haar tante die operazangeres was. Tijdens haar tienerjaren deed ze mee aan verschillende schoonheidswedstrijden (‘Miss Sofia’, ‘Miss Tourism Bulgaria’).
Na haar middelbare school tekende ze een contract bij het Bulgaarse platenlabel Payner Music.
In 2008 ontmoette Andrea de Roemeense zanger Costi Ionita en produceerden ze samen de track "Само Мой" (Samo Moj). In het volgende jaar bracht het duo een grote hit uit, genaamd ‘Sahara’. De Engelse versie van het nummer werd geproduceerd door Cat Music en kort daarna maakte Serdar Ortaç er een Turkse versie van. In 2010 bracht Andrea "Неблагодарен" (Neblagodaren) en "Хайде опа" (Chaide opa) uit.
Andrea heeft meer dan 30 prijzen gewonnen, zoals de "Balkan Star" op "Beogradski Pobednik" in Belgrado, "European Performer of the Year" op het “Kralevski Festival” in Kraljevo en "Balkan Star" op “Montefolk Awards” in Montenegro.

## Discografie
- Огън в кръвта (Ogan v kravta) (2008)
- Мен си търсил (Men si tarsil) (2009)
- Andrea (2010)
- Лоша (Losja) (2012)

Dit artikel of een eerdere versie ervan is een (gedeeltelijke) vertaling van het artikel Andrea (Bulgarian singer) op de Engelstalige Wikipedia, dat onder de licentie Creative Commons Naamsvermelding/Gelijk delen valt. Zie de bewerkingsgeschiedenis aldaar.